# Alfons Roure i Brugulat
Alfons Roure i Brugulat (Barcelona, 11 de gener de 1889 - Barcelona, 15 d'octubre de 1962) va ser un escriptor prolífic de sainets i de llibrets de sarsuela en català en la dècada dels anys 20 i 30 del segle passat, estrenats sobretot en el Gran Teatre Espanyol de Barcelona, de la mà de la companyia de teatre de Josep Santpere.

## Biografia
Va néixer al carrer dels Sagristans de Barcelona, fill de l'advocat, periodista, dramaturg i publicista Conrad Roure i Bofill (que feia servir el pseudònim Pau Bunyegas, 1841-1928) i de Sebastiana Maria Brugulat i Galindo (1851-1924), ambdós naturals de Barcelona. La inscripció del registre civil indica els nom d'Ildefons, no pas d'Alfons.
Després de la guerra civil espanyola continuà estrenant en castellà.
Es va casar amb Carme Sabartès i Massaguer (1891-1980).

## Obra dramàtica
- 1918. El be negre. Revista en 2 actes. En col·laboració amb Francesc Vallmajor. Música de J. Parera Campabadal. Estrenada al Gran Teatre Espanyol de Barcelona el 14 de febrer de 1918.
- 1921. El timbaler del Bruc Quadret patriòtic en 1 acte. Estrenat al Gran Teatre Espanyol de Barcelona el mes de desembre de 1921.
- 1925. El partit del diumenge. Sainet de costums esportives en 3 actes. En col·laboració amb Valentí Castanys. Estrenat al Teatre Romea de Barcelona el 19 de maig de 1925.
- 1925. Corpus. Comèdia d'ambient estudiantil en tres actes. Estrenat al Teatre Barcelona de Barcelona el 20 d'agost de 1925.
- 1925. La ciutadella. Estrenat al teatre Victòria de Barcelona el 17 de novembre de 1925.
- 1926, 10 agost. Muntanyes del Canigó. Estrenada al teatre Eldorado de Barcelona.
- 1927. La reina del mercat. Música de Rafael Pou. Estrenat al Gran Teatre Espanyol de Barcelona el 12 de gener de 1927.
- 1927. La víctima. Tragicomèdia en 3 actes. Estrenada al Gran Teatre Espanyol de Barcelona el 30 d'abril de 1927.
- 1927. El dret de les dones o Sant Antoni Gloriós Sainet en 3 actes. Estrenat al Gran Teatre Espanyol de Barcelona l'11 de novembre de 1927.
- 1928. El tec de Pasqua. Sainet en 3 actes. Estrenat al Gran Teatre Espanyol de Barcelona el 7 d'abril de 1928.
- 1928. El marit de la vídua. Estrenada al Teatre Romea de Barcelona el 25 de maig de 1928.
- 1928. Clínica de bellesa. Fantasia en 1 acte. Estrenada al Gran Teatre Espanyol de Barcelona el 14 de juny de 1928.
- 1928. La florista de la Rambla Sainet en 3 actes. Estrenat al Gran Teatre Espanyol de Barcelona el 21 de setembre de 1928.
- 1928. La perla de la virreina. Estrenada al Teatre Romea de Barcelona el 7 de desembre de 1928.
- 1928. L'art de l'agulla. Esbós de sainet en 1 acte. Estrenat al Gran Teatre Espanyol de Barcelona el 13 de desembre de 1928.
- 1929. La pubilla de l'hostal. Romanço nou de la Barcelona vella. Estrenat al Gran Teatre Espanyol de Barcelona el 30 de març de 1929.
- 1930. El noi de la tallarona. Estrenada al Gran Teatre Espanyol de Barcelona el 4 de març de 1930.
- 1931. El rei de la llana o els tres fills d'en Formiguera. Comèdia en 3 actes. Estrenada al Teatre Romea de Barcelona el 16 de gener de 1931.
- 1931. Bernat Xinxola. Sainet vuitcentista en 3 actes. Estrenat al Gran Teatre Espanyol de Barcelona l'11 de març de 1931.
- 1932. La reina ha relliscat. Vodevil sonor en 3 actes. Música de Josep Maria Torrens i Ventura. Estrenat al Gran Teatre Espanyol el 28 de gener de 1932.
- 1933. Les dones han guanyat. Estrenada al Teatre Apol·lo de Barcelona el 22 de desembre de 1933.
- 1934. El rei fa treballs forçats. Concert de cant i piano en tres parts. Música de Josep Suñé i Tomàs. Estrenat al Gran Teatre Espanyol el 31 de març de 1934.
- 1934. Aquesta nit i mai més. Jazz-melodia en 3 parts. Música de Frederic Cotó. Estrenada la Gran Teatre Espanyol de Barcelona el 23 de novembre de 1934.
- 1935. Adela, la mal casada. Sainet líric en 2 actes. Música de Frederic Cotó i Novi. Estrenat al Gran Teatre Espanyol de Barcelona el 22 de febrer de 1935.
- 1936. La maca dels Encants o la culpa no és de les dones. Sainet barceloní en 3 actes. Estrenat al Gran Teatre Espanyol el 19 de febrer de 1936.
- 1936. En Mariano de la O. Òpera flamenca. Música de Josep Maria Torrens i Ventura. Estrenat al Gran Teatre Espanyol de Barcelona el 19 de desembre de 1936.
- 1937. La meva rosa no és per a tu. Opereta bufa en 3 actes i 9 quadres. Música d'Enric Daniel i Ramona. Estrenada al Teatre Nou (Avinguda del Paral·lel) el 20 de març de 1937.